# Gummihjulsportalkran

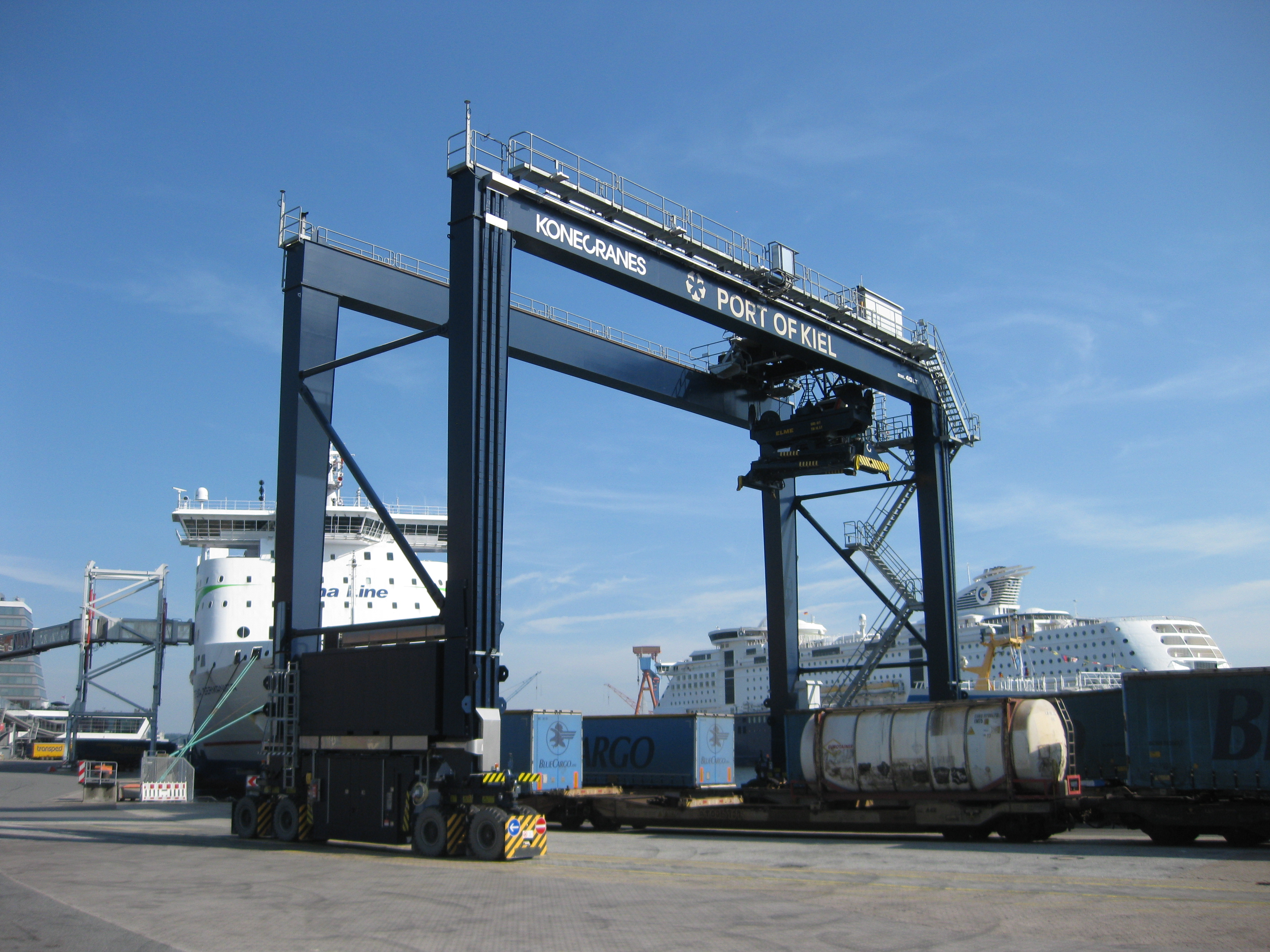
En Konecranes gummihjulsportalkran i Kiels hamn i Kiel i Tyskland

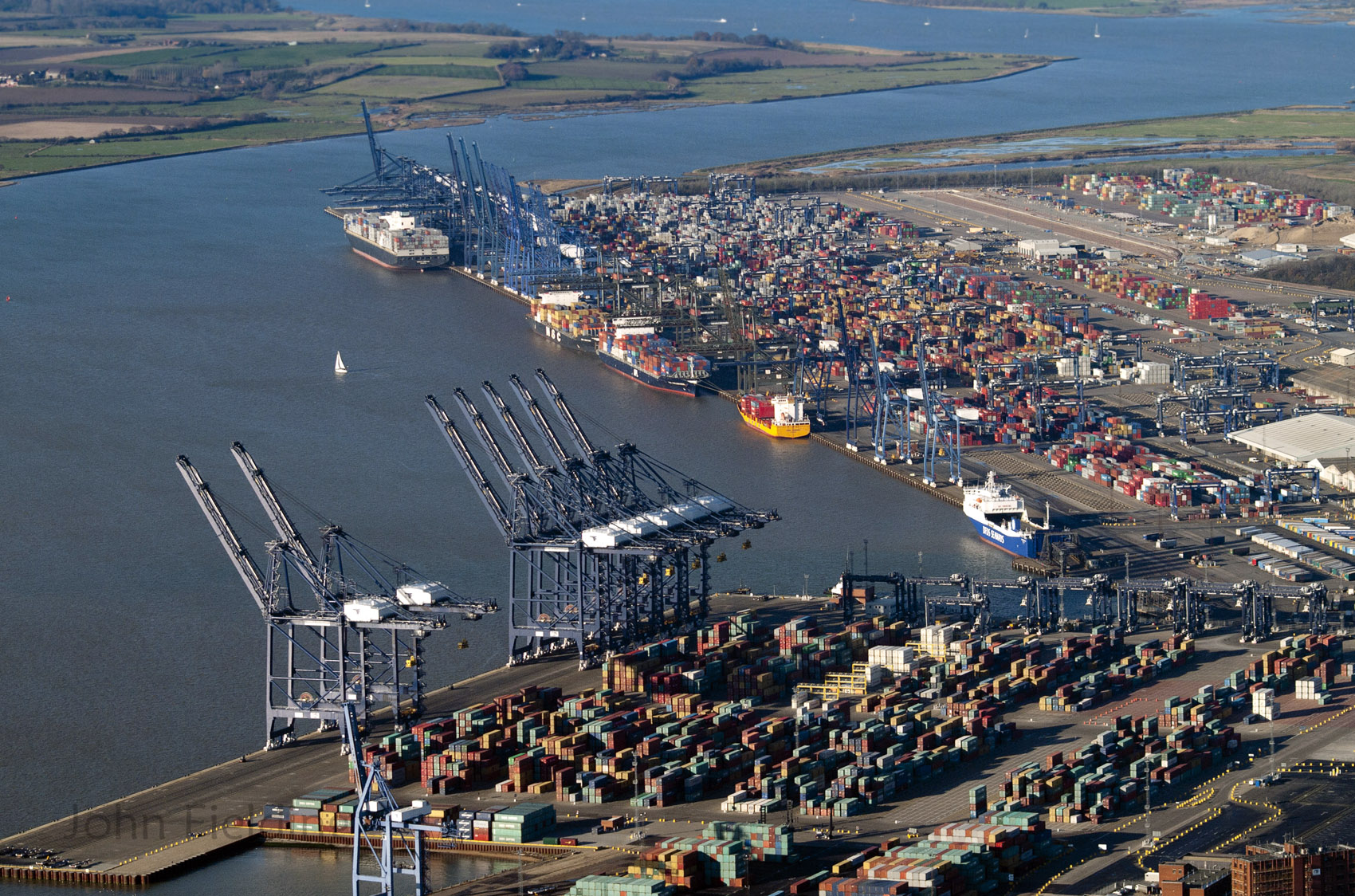
Felixstowes hamn med ett stort antal RTG-kranar

Gummihjulsportalkran, eller RTG-kran (Rubber Tyred Gantry Crane), är en typ av mobil portalkran som används i containerterminaler för att lagra och rangera ISO-containrar på containergårdar.
RTG-kranarna kan typiskt rulla på 16 gummihjul och vara så breda att de grenslar sju–nio staplar av containrar samt en lastbilsfil och/eller ett järnvägsspår, och är så höga att de kan stapla upp till sex containrar på varandra. En vanlig konfiguration kan vara att två RTG-kranar används för en stack containrar, som är 15 eller flera 40-fots-containrar lång, sex containrar bred och fyra containrar hög. Kranarna har lyftok och normalt en lyftkapacitet på upp till 40 ton. De kan skötas manuellt, vara fjärrstyrda eller vara autonoma och löper fram och tillbaka i en rakt bana utmed containerstacken. 
I hamnterminaler med begränsad hantering används vanligen reachstackers och/eller grensletruckar för containerhantering efter lossning/före lastning på fartyg. Gummihjulsportalkranar, som kan betraktas som väsentligt uppförstorade grensletruckar, använder i stora containerterminaler, där de medger större hanteringsvolym och tätare stapling. Kranarna kan drivas av dieselmotorer, sedan omkring 2012 – elektriskt eller med hybriddrift.

## Bildgalleri

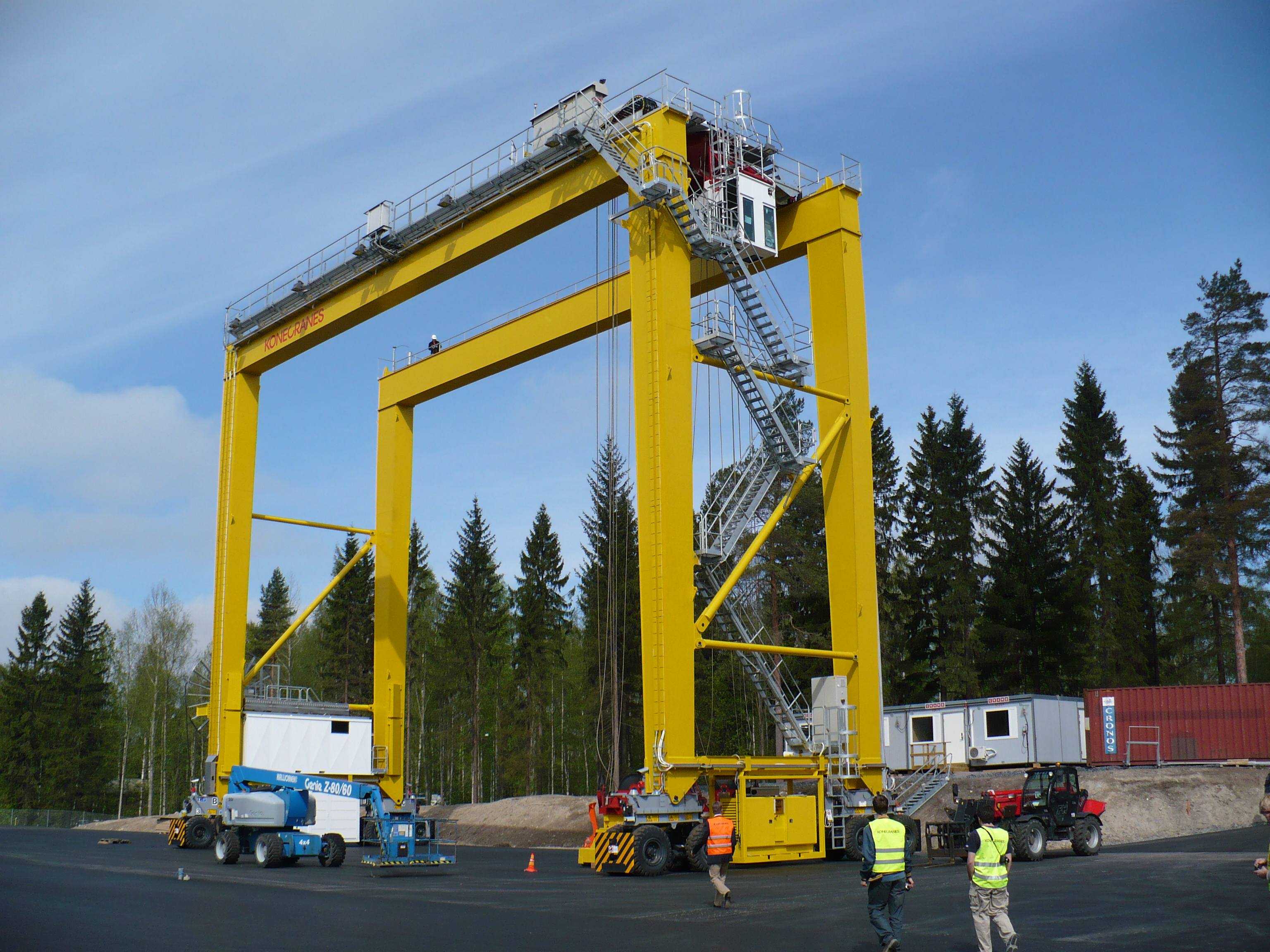
En RTG-kran under testning vid Konecranes fabrik i Hyvinge
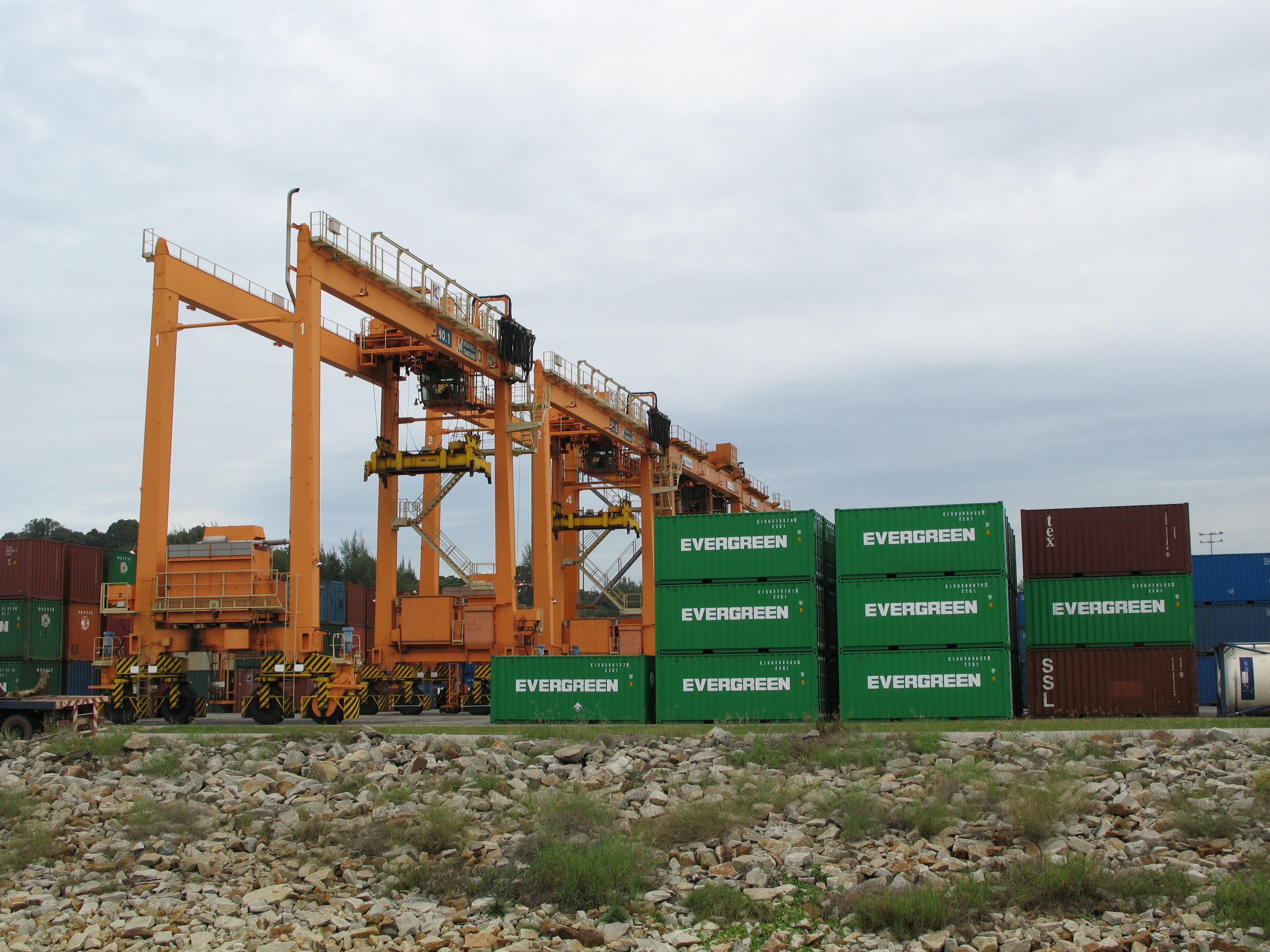
RTG-kranar i containerterminalen i Kuantans hamn i Malaysia
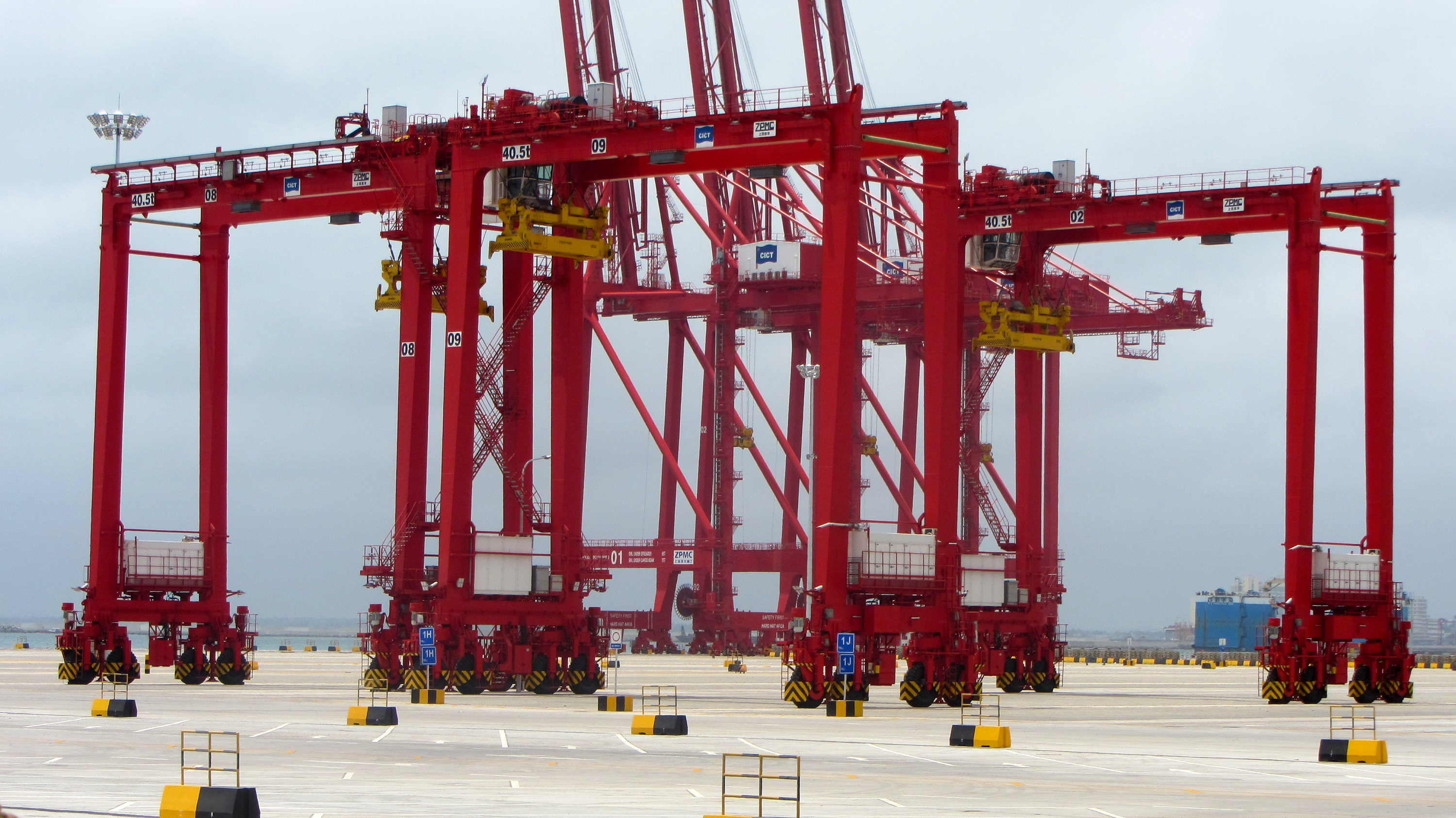
RTG-kranar i Colombos hamn i Sri Lanka, 2013